# Fannia armata
Fannia armata là một loài ruồi trong họ Fanniidae.

## Hình ảnh

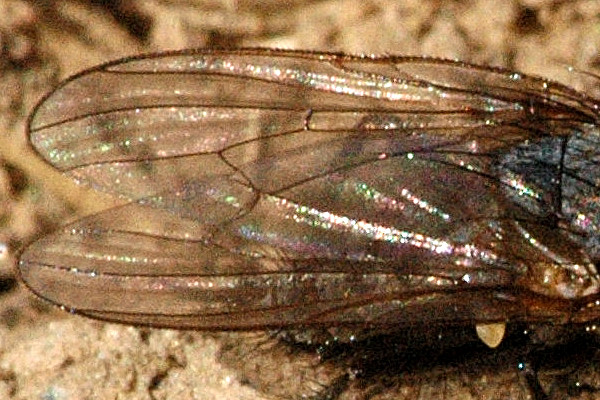